# Département Jura
Das Département Jura [ʒyˈʀa] (amtlich Département du Jura) ist das französische Département mit der Ordnungsnummer 39. Es liegt im Osten des Landes in der Region Bourgogne-Franche-Comté an der Grenze zwischen Frankreich und der Schweiz und ist nach dem Gebirge Jura benannt.

## Geographie
Das Département grenzt im Norden an das Département Haute-Saône, im Osten an das Département Doubs und den Schweizer Kanton Waadt, im Süden an das Département Ain, im Westen an das Département Saône-et-Loire sowie im Nordwesten an das Département Côte-d’Or.

## Geschichte
In der Zweiten Eroberung der Franche-Comté 1674 gab es im Jura bewaffneten Widerstand gegen die Angliederung an das Königreich Frankreich. Sogenannte „Waldwölfe“ (loups des bois) töteten mit Rückendeckung von Teilen des Klerus französische Soldaten in Guerillakriegsführung.
Das Département wurde am 4. März 1790 aus Teilen der Freigrafschaft Burgund gebildet.
Während der deutschen Besetzung Frankreichs im Zweiten Weltkrieg wurden Teile des Département Jura in den Tagen vom 16. zum 20. Juni 1940 von der Wehrmacht besetzt. Von da an konnten Menschen und Waren nur noch mit einer Genehmigung die sogenannte Demarkationslinie zwischen der besetzten und der bis November 1942 unbesetzten Zone passieren. Die seit Juni 1940 besetzten Bereiche des Départements – nördlich und östlich der Linie gelegen – waren zudem Teil der „Reservierten Zone“, einem für deutsche Besiedelung vorgesehenen Gebiet. Bei der Bevölkerung galt jene als „verbotene Zone“, da sie nur unter erheblichen Schwierigkeiten dorthin gelangen konnten. Im ganzen Département entstanden Gruppen der Résistance. Nach ersten direkten Kämpfen durch die Forces françaises de l’intérieur in Champagnole ab 1. August 1944, war das Département am 12. September 1944 vollständig befreit.
Von 1960 bis 2015 gehörte es zur Region Franche-Comté, die 2016 in der Region Bourgogne-Franche-Comté aufging.

## Wappen
Beschreibung: Im Blau und Rot geteilten Wappen ist oben ein wachsender goldener Löwe mit Krone und roter Zunge und Krallen zwischen gesäten goldenen Schindeln und unten ein silberner Spitzenschnitt mit drei Spitzen.

## Städte
Die bevölkerungsreichsten Gemeinden des Départements Jura sind:
| Stadt           | Einwohner (2022) | Arrondissement  |
| --------------- | ---------------- | --------------- |
| Dole            | 23.784           | Dole            |
| Lons-le-Saunier | 16.942           | Lons-le-Saunier |
| Saint-Claude    | 8.556            | Saint-Claude    |
| Champagnole     | 8.035            | Lons-le-Saunier |
| Hauts de Bienne | 5.099            | Saint-Claude    |

## Verwaltungsgliederung
Das Département Jura gliedert sich in 3 Arrondissements, 17 Kantone und 492 Gemeinden:
| Arrondissement   | Kantone | Gemeinden | Einwohner 1. Januar 2022 | Fläche km² | Dichte Einw./km² | Code INSEE |
| ---------------- | ------- | --------- | ------------------------ | ---------- | ---------------- | ---------- |
| Dole             | 8       | 189       | 106.061                  | 1.769,49   | 60               | 391        |
| Lons-le-Saunier  | 8       | 248       | 104.261                  | 2.271,85   | 46               | 392        |
| Saint-Claude     | 5       | 55        | 48.083                   | 957,84     | 50               | 393        |
| Département Jura | 17      | 492       | 258.405                  | 4.999,18   | 52               | 39         |

Siehe auch:

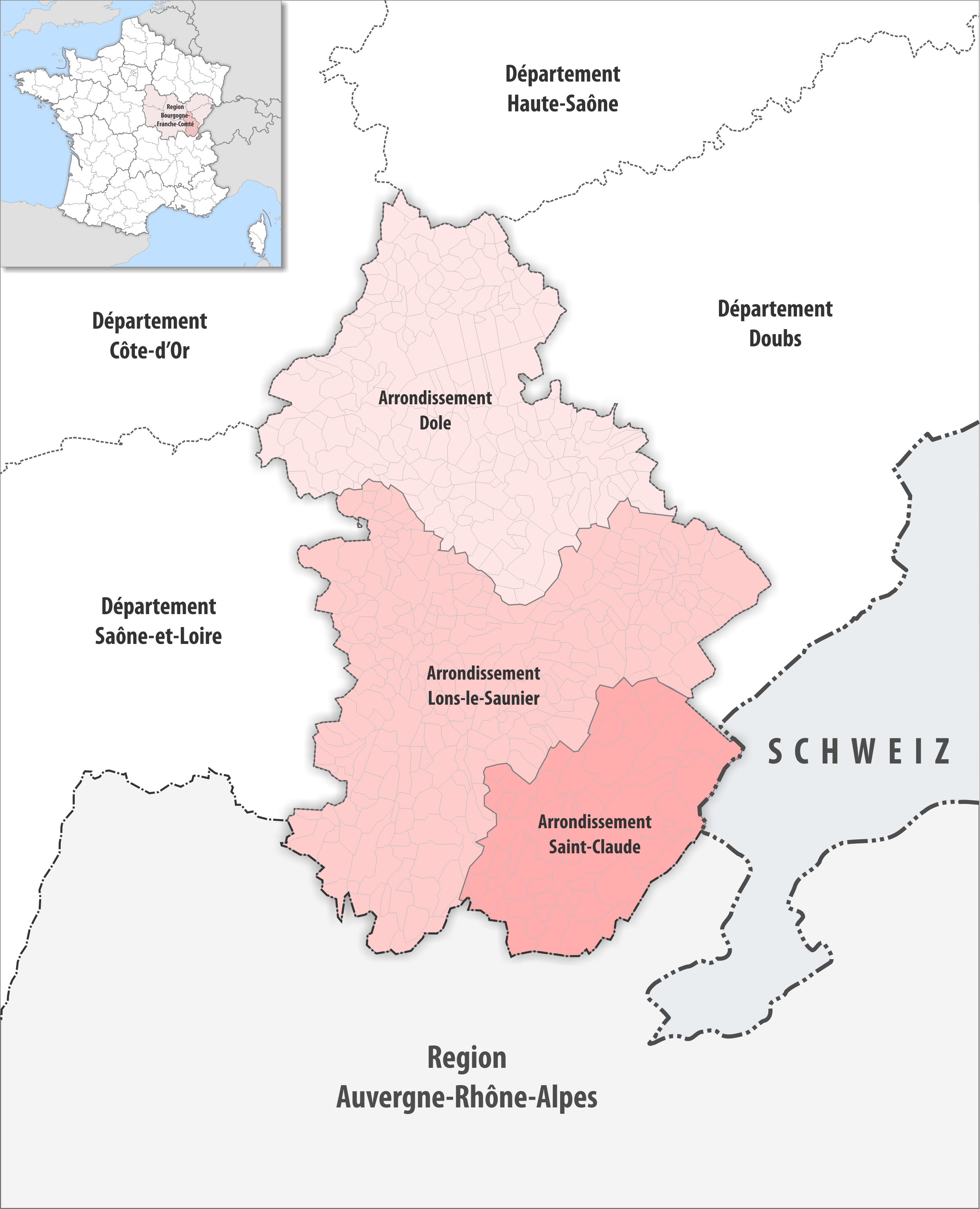
Gemeinden und Arrondissemente im Département Jura

- Liste der Gemeinden im Département Jura
- Liste der Kantone im Département Jura
- Liste der Gemeindeverbände im Département Jura

## Wirtschaft
Im Département liegt das Weinanbaugebiet Jura.